# Okręg wyborczy Enfield West
Okręg wyborczy Enfield West powstał w 1950 r. i wysyłał do brytyjskiej Izby Gmin jednego deputowanego. Okręg obejmował zachodnią część London Borough of Enfield. Okręg został zniesiony w 1974 r.

## Deputowani do brytyjskiej Izby Gmin z okręgu Enfield West
- 1950–1970: Iain Macleod, Partia Konserwatywna
- 1970–1974: Cecil Parkinson, Partia Konserwatywna